# Step Lively

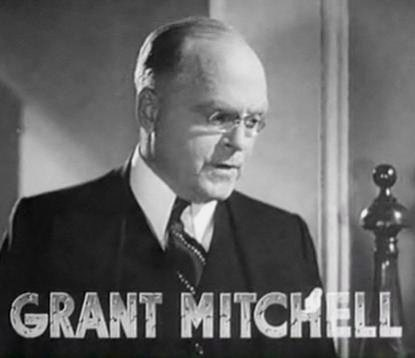
Grant Mitchell, filho de general e diplomado pelas Universidades de Yale e Harvard, estreou no cinema em 1931. Especializou-se em personagens delicados e respeitáveis, geralmente como coadjuvante em filmes B. Nunca se casou e morreu em 1957, vítima de trombose.

Step Lively (bra Vivendo em Brisa) é um filme estadunidense de 1944, do gênero comédia musical, dirigido por Tim Whelan e estrelado por Frank Sinatra e George Murphy.

## A produção
Step Lively é o remake, agora com música, dança e romance, de Room Service (1938), estrelado pelos Irmãos Marx. Essa refilmagem é considerada superior, ainda que os números musicais por vezes interfiram nos momentos cômicos.
Frank Sinatra, um astro em ascensão, recebeu seus primeiros beijos na tela (de Gloria de Haven e Anne Jeffreys), muito para o desgosto das milhares de fãs que acompanhavam sua carreira.
Entre as canções compostas por Julie Styne e Sammy Cahn, Sinatra canta Where Does Love Begin?, As Long As There's Music, Some Other Time e Come Out, Come Out, Wherever You Are, as duas últimas em dueto com Gloria de Haven.
O filme concorreu ao Oscar na categoria Melhor Direção de Arte.

## Sinopse
O teatrólogo Glenn Russell tenta reaver o dinheiro que emprestou ao produtor da Broadway Gordon Miller. Gordon tem outras ideias e envolve Glenn em uma série de estratagemas para impedir que seja despejado do hotel onde se hospeda. Ele também usa Glenn para obter fundos de um patrocinador relutante.

## Premiações
| Prêmio | Categoria                               | Situação |
| ------ | --------------------------------------- | -------- |
| Oscar  | Melhor Direção de Arte (Preto e Branco) | Indicado |

## Elenco
| Ator/Atriz      | Personagem        |
| --------------- | ----------------- |
| Frank Sinatra   | Glenn Russell     |
| George Murphy   | Gordon Miller     |
| Adolphe Menjou  | Wagner            |
| Gloria de Haven | Christine Marlowe |
| Walter Slezak   | Joe Gribble       |
| Eugene Pallette | Simon Jenkins     |
| Wally Brown     | Binion            |
| Alan Carney     | Harry             |
| Grant Mitchell  | Doutor Gibbs      |
| Anne Jeffreys   | Senhorita Abbott  |